# Седрік Бакамбу
Седрі́к Бакамбу́ (фр. Cédric Bakambu; нар. 11 квітня 1991, Вітрі-сюр-Сен, Франція) — конголезький футболіст, нападник клубу «Бетіс» та збірної ДР Конго.

## Ігрова кар'єра

### «Сошо»
Бакамбу є вихованцем футбольної школи молодих талантів «Сошо», де він займався з 2006 року по 2010-й. У 2010 році брав участь у фіналі молодіжного кубка Франції з футболу, де «Сошо» програли в серії пенальті «Мецу». У півфіналі того змагання Бакамбу оформив дубль. Свій перший виступ за «Сошо» в лізі провів 7 серпня 2010 у грі проти «Арль-Авіньйону». Через місяць уклав свою першу професійну угоду на 3 роки.

### «Бурсаспор»
1 вересня 2014 долучився до основного складу турецької команди «Бурсаспор». За новий клуб свій перший виступ провів 13 вересня 2014 у грі національної ліги проти «Генчлербірлігі». У стартовому складі вперше з'явився 23 вересня 2014 у грі проти «Бешикташа». Забив перший гол 19 жовтня 2014 року в матчі проти «Ескішехірспору».

### «Вільярреал»
19 серпня 2015 перейшов в іспанський клуб «Вільярреал» за 7,4 мільйона євро. 24 серпня 2015 провів свій перший виступ за основну команду у грі проти «Реал Бетіса», вийшовши на заміну на 61-й хвилині. 28 серпня 2015 оформив свій перший дубль за «Вільярреал» в матчі проти «Еспаньйола».

## Титули і досягнення
- Володар Кубка Китаю (1):

«Бейцзін Сінобо Гоань»: 2018
- Найкращий бомбардир Китайської Суперліги (1):

«Бейцзін Сінобо Гоань»: 2020
- Найкращий бомбардир Грецької Суперліги (1):

«Олімпіакос»: 2023
Збірні
- Чемпіон Європи (U-19): 2010